# Casa Maçanes (Guixers)
Casa Maçanes és una masia situada al municipi de Guixers, a la comarca catalana del Solsonès. Es troba en molt mal estat de conservació.